# يوجي إيواساكي
يوجي إيواساكي (باليابانية: 岩崎 勇二) (مواليد 18 يونيو 1972)، هو لاعب كرة قدم سابق كان يلعب كلاعب وسط.